# Гравіна-ін-Пулья
Гравіна-ін-Пулья, Ґравіна-ін-Пулья (італ. Gravina in Puglia) — муніципалітет в Італії, у регіоні Апулія,  метрополійне місто Барі.
Гравіна-ін-Пулья розташована на відстані близько 350 км на схід від Рима, 55 км на південний захід від Барі.
Населення — 43 960 осіб (2014).
Щорічний фестиваль відбувається 29 вересня. Покровитель — святий Архангел Михаїл.

## Демографія
Населення за роками:

Станом на 1 січня 2023 року в муніципалітеті офіційно проживали 1252 іноземці з 61 країни, серед них 189 громадян країн Євросоюзу та 11 громадян України.

## Сусідні муніципалітети
- Альтамура
- Поджорсіні
- Руво-ді-Пулья
- Спінаццола
- Дженцано-ді-Луканія
- Гроттоле
- Ірсіна
- Матера